# Gronauer Bach mit Hummelscheid und Schannenbacher Moor
Gronauer Bach mit Hummelscheid und Schannenbacher Moor este o arie protejată (arie specială de conservare — SAC, sit de importanță comunitară — SCI) din Germania întinsă pe o suprafață de 51,44 ha, integral pe uscat.

## Localizare
Centrul sitului Gronauer Bach mit Hummelscheid und Schannenbacher Moor este situat la coordonatele 49°41′26″N 8°41′47″E / 49.6906°N 8.6964°E.

## Înființare
Situl Gronauer Bach mit Hummelscheid und Schannenbacher Moor a fost declarat sit de importanță comunitară în iunie 2000 pentru a proteja 1 specie de plante și 1 specie de animale. Situl a fost protejat și ca arie specială de conservare în martie 2008.

## Biodiversitate
Situată în ecoregiunea continentală, aria protejată conține 5 habitate naturale: Cursuri de apă de la nivel de câmpie la nivel montan, cu vegetație Ranunculion fluitantis și Callitricho-Batrachion, Fânețe de joasă altitudine (Alopecurus pratensis, Sanguisorba officinalis), Grohotișuri silicioase medio-europene, la altitudine înaltă, Păduri pe pante, grohotișuri și ravene de Tilio-Acerion, Păduri aluvionare cu Alnus glutinosa și Fraxinus excelsior (Alno-Padion, Alnion incanae, Salicion albae).
La baza desemnării sitului se află mai multe specii protejate:
- plante (1): mușchi (Dicranum viride)
- nevertebrate (1): phengaris nausithous (Maculinea nausithous)

Pe lângă speciile protejate, pe teritoriul sitului au mai fost identificate 9 specii de plante, 1 specie de nevertebrate.